# Namysłowski
Namysłowski là một huyện thuộc tỉnh Opolskie của Ba Lan. Huyện có diện tích 748 km². Đến ngày 1 tháng 1 năm 2011, dân số của huyện là 43826 người và mật độ 59 người/km².